# Dyan Webber
Dyan Webber (ur. 9 kwietnia 1966) – amerykańska lekkoatletka, specjalizująca się w biegach sprinterskich. 

## Sukcesy sportowe
- halowa mistrzyni Stanów Zjednoczonych w biegu na 200 metrów – 1992[1]

| Rok  | Miasto  | Zawody                    | Konkurencja                   | Wynik                    |
| ---- | ------- | ------------------------- | ----------------------------- | ------------------------ |
| 1993 | Toronto | Halowe mistrzostwa świata | sztafeta 4 x 400 m bieg 200 m | srebrny medal 6. miejsce |

## Rekordy życiowe
| konkurencja        | na stadionie                    | w hali                      |
| ------------------ | ------------------------------- | --------------------------- |
| bieg na 100 metrów | 11,31 – Nowy Orlean, 19.06.1992 |                             |
| bieg na 200 metrów | 22,88 – Nowy Orlean, 27.06.1992 | 23,53 – Toronto, 14.03.1993 |